# 東硝
東硝株式会社（とうしょう、英文名称Tosho Co., Ltd.）はガラス製品の販売会社。

## 概要
1970年、東洋ガラスの総代理店として創立。同社が100％出資している。